# Gustav Adolph Jahn
Gustav Adolph Jahn (* 25. Oktober 1804 in Leipzig; † 5. Januar 1857 ebenda) war ein deutscher Astronom und Mathematiker.

## Leben
Jahn lernte an der 1. Bürgerschule und der Thomasschule zu Leipzig. Danach absolvierte er eine Mechanikerlehre. Ab 1825 studierte er Mathematik und Astronomie an der Universität Wien. Nebenher arbeitete er an der Universitätssternwarte Wien unter Joseph Johann von Littrow. An der Universität Leipzig studierte er bei Heinrich Wilhelm Brandes, Moritz Wilhelm Drobisch und August Ferdinand Möbius und promovierte 1831 an der Universität Jena mit dem Thema De calculo eclipsium Besseliano commentatio zum Dr. phil. Mithilfe des Kregel-Sternbach'schen Reisestipendiums besuchte er die Volkssternwarte Urania Jena, die Sternwarte Göttingen, die Hamburger Sternwarte und die Berliner Sternwarte. Von 1828 bis 1829 arbeitete er an einem Projekt der Fürstlich Jablonowski'sche Gesellschaft zu Leipzig. Aufgrund einer Krankheit konnte er nicht lange in einer Sternwarte arbeiten und wirkte fortan als Privatgelehrter und Schriftsteller. Er erfand das Toposkop, welches der Leipziger Stadtrat verwendete. Jahn war Direktor der Astronomischen Gesellschaft und Mitglied der Naturforschenden Gesellschaft zu Leipzig sowie korrespondierendes Mitglied des Naturwissenschaftlichen Vereins und der Mathematischen Gesellschaft in Hamburg.

## Werke
- Die Wahrscheinlichkeitsrechnung und ihre Anwendung auf das wissenschaftliche und praktische Leben (1839)
- Tafeln der Quadrat- und Kubikwurzeln aller Zahlen von 1 bis 25500, der Quadratzahlen aller Zahlen von 1 bis 27000 und der Kubikzahlen aller Zahlen von 1 bis 24000 (1839)
- Sammlung von Formeln und Gleichungen aus der Elementargeometrie und Trigonometrie (1843)
- Geschichte der Astronomie vom Anfange des neunzehnten Jahrhunderts bis zu Ende des Jahres 1842 (1844, Digitalisat)
- mit Georg Simon Klügel: Wörterbuch der angewandten Mathematik: ein Handbuch zur Benutzung  (1847)
- Tafeln der sechsstelligen Logarithmen für die Zahlen 1 bis 100000, für die Sinus und Tangenten von Sekunde zu Sekunde des ersten Grades, und für die Sinus, Cosinus, Tangenten und Cotangenten von 3 zu 3 Sekunden aller Grade des Quadranten (1837, Digitalisat)